# Ана Паласіо
Ана Ісабель де Паласіо дель Вальє-Лерсунді (ісп. Ana Isabel de Palacio del Valle-Lersundi; нар. 22 липня 1948, Мадрид) — іспанська політична діячка, член Народної партії Іспанії. Міністр закордонних справ Іспанії в уряді Хосе Марії Аснара з 9 липня 2002 по 16 квітня 2004 року, перша жінка на цій посаді. Сестра померлої від раку Лойоли Паласіо, заступниці голови Європейської комісії та комісара Європейського союзу з питань енергетики та транспорту.

## Біографія
Родом з аристократичної сім'ї, Ана де Паласіо здобула освіту в юриспруденції, політичних науках і соціології. Довгий час працювала адвокатом. У 1981 році отримала звання професора на факультеті політичних наук Мадридського університету Комплутенсе. У 1994 році була обрана до Європейського парламенту від Народної партії Іспанії. У Європарламенті Паласіо очолювала комітет і представляла Іспанію в Президії Конвенту. У 2006–2008 роках обіймала посаду віце-президента Світового банку, потім отримала посаду віцепрезидента в компанії Areva.